# Paratexte
Le paratexte, notion de la théorie littéraire, est composé d'un « ensemble hétéroclite de pratiques et de discours » virtuellement illimité, synchroniquement et diachroniquement variable, englobant titres, sous-titres, noms d'auteur, indications génériques, illustrations, quatrièmes de couverture, dédicaces, notes de bas de page et correspondances d'écrivains. La fonction principale est d'entourer le texte, de l'annoncer, de le mettre en valeur (ou carrément de le vendre),  de « rendre présent [le texte], pour assurer sa présence au monde, sa « réception » et sa consommation, sous la forme, aujourd’hui du moins, d’un livre ». 
Son origine est principalement de la définition professée par Gérard Genette dans Palimpsestes. La littérature au second degré en 1982 comme étant un des cinq types de transtextualité, puis théorisée plus largement en 1987 dans Seuils. Genette définit le paratexte comme un seuil entre le texte et le hors-texte, « “zone indécise” entre le dedans et le dehors, elle-même sans limite rigoureuse, ni vers l'intérieur (le texte), ni vers l’extérieur (le discours du monde sur le texte) ».
Conséquemment, la théorie paratextuelle entretient un lien étroit avec les théories de la réception et de la lecture, en ce sens que le paratexte participe en premier plan à la constitution d’un horizon d’attente sur lequel se fondera ultérieurement l’interprétation du texte. Elle s’apparente également à la sociologie de la littérature, notamment en regard du concept d’habitus tel que défini par Pierre Bourdieu, dans la mesure où le paratexte serait, selon Genette, une zone de transaction dans laquelle les préoccupations commerciales occuperaient une place prépondérante, « lieu privilégié d’une pragmatique et d’une stratégie, d’une action sur le public ». C’est ainsi que Seuils contribue à la réintroduction dans le champ des études littéraires, après une décennie de structuralisme français, l’intérêt du rapport entre le texte et son contexte. Genette participe ainsi, comme le souligne John Pier, à la remise en question de la convention structuraliste de « [l]'immanence textuelle et [de] la clôture du texte ».

## Terminologie genetienne
Gérard Genette, qui a créé la notion en 1987, distingue d'une part :
- le paratexte éditorial (couverture, page de titre, commentaire en quatrième de couverture, etc.) ;
- le paratexte auctorial (dédicace, épigraphe, préface, etc.),

et d'autre part :
- le « péritexte », qui se place à l'intérieur du livre :
  - la préface ;
  - les épigraphes ;
  - les notes en bas de page ;
  - les phrases en marge ;
  - les informations périphériques ;
  - la dédicace ;
  - les renvois ;
  - la quatrième de couverture ;
  - le titre de l’œuvre.

- l'« épitexte », qui se trouve autour et à l’extérieur du livre (publicité, étagère de présentation notamment).

On distingue trois types de paratexte, soit trois grandes catégories :
- morphologique ou structurale ;
- fonctionnelle ;
- mixte (par exemple La Québécoite de Régine Robin).

## Paratexte numérique
Les différents types de transtextualités « […] se caractérisent non pas par la matière ou la matérialité, mais par leur “textualité”, donc par la relation établie entre des textes matérialisés ». La notion de paratexte est donc potentiellement applicable au texte numérique. De nombreux chercheurs d'origines disciplinaires diverses, notamment au sein de la Chaire de recherche du Canada sur les écritures numériques, s’intéressent à la notion de « paratexte numérique ». Selon Daniel Apollon et Nadine Desrochers, il est nécessaire de penser le paratexte sur le Web dans une perspective interdisciplinaire, contrairement à Genette qui limitait le concept aux études littéraires.
La transposition de la théorie paratextuelle sur le Web implique qu'il faille repenser la terminologie genettienne, les catégories initialement proposées dans Seuils — comme celles définissant la matérialité et les limites du texte, ainsi que celles distinguant paratexte et contexte par l'idée « d'autorisation » — étant mal adaptées aux formes d'écritures numériques. Devant le problème que pose la notion de péritexte sur le Web, Gavin Stewart propose de distinguer paratextes « intra-site » (on-site) et paratextes « extra-site » (off-site).
Comme l'indique Marcello Vitali-Rosati, le paratexte est relativement facile à identifier lorsqu’il est question de publications sur papier : « le paratexte et le texte sont circonscrits, ils ne se trouvent que dans le support-livre ». Cela se complexifie lorsqu’il est question du paratexte sur le Web. La quantité de textes présents est colossale et « le paratexte devient interface et l’interface est un lieu d’action, un monde ou, encore mieux, le monde où nous agissons. Le paratexte devient donc environnement, notre environnement ». Le problème soulevé par Vitali-Rosati est que le flou qui définit le paratexte numérique se transpose aussi en un flou entre l’espace diégétique et l’espace extradiégétique du texte numérique. Tandis que le paratexte de l'objet-livre contribue à la formation d'un « pacte de lecture » indiquant au lecteur qu'il s'agit d'un texte de fiction, le brouillage paratextuel sur le Web complique cette distinction entre imaginaire et réalité. Ce brouillage des frontières fait en sorte qu’il « n’y a donc plus – ou presque plus – de hors-texte » sur le Web.